# Levanger
Levanger est une ville et une commune norvégienne située dans le comté de Trøndelag. 

## Géographie
Levanger se situe dans le fjord de Trondheim où se déverse la rivière Levangerelva qui traverse le territoire communal qui s'étend sur 645,35 km2. Elle est desservie par la route européenne 6 et la ligne de chemin de fer du Nordland.
Elle comprend les localités de Levanger, son centre administratif, Alstadhaug, Åsen, Ekne, Hokstad, Markabygd, Momarka, Mule, Nesset, Okkenhaug, Ronglan et Skogn. Elle fait partie de Cittaslow pour la qualité de la vie.

## Culture et patrimoine
- Musée Brusve.
- Musée de l'automobile Hveding.

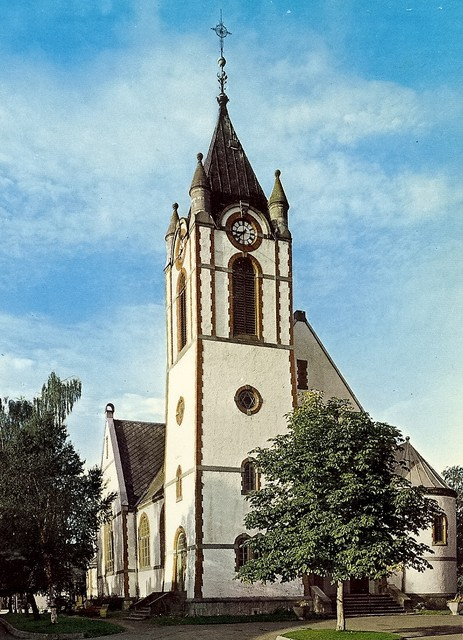
Église de la ville de Levanger.

- Le camp de concentration de Falstad pour prisonniers politiques, prisonniers de guerre et juifs lors de l'occupation de la Norvège par le Troisième Reich. C'est aujourd'hui un musée et un centre de documentation.
- Ruines de l'abbaye de Munkeby.
- Nouvelle abbaye de Munkeby Munkeby Mariakloster.

## Sport
Le club de football le plus important de la ville est le Levanger FK, fondé en 1996 et qui depuis oscille entre la troisième et la deuxième division norvégienne.

## Personnalités
- Marit Breivik
- Marte Elden
- Knut Knudsen

## Jumelages
La ville de Levanger est jumelée avec :

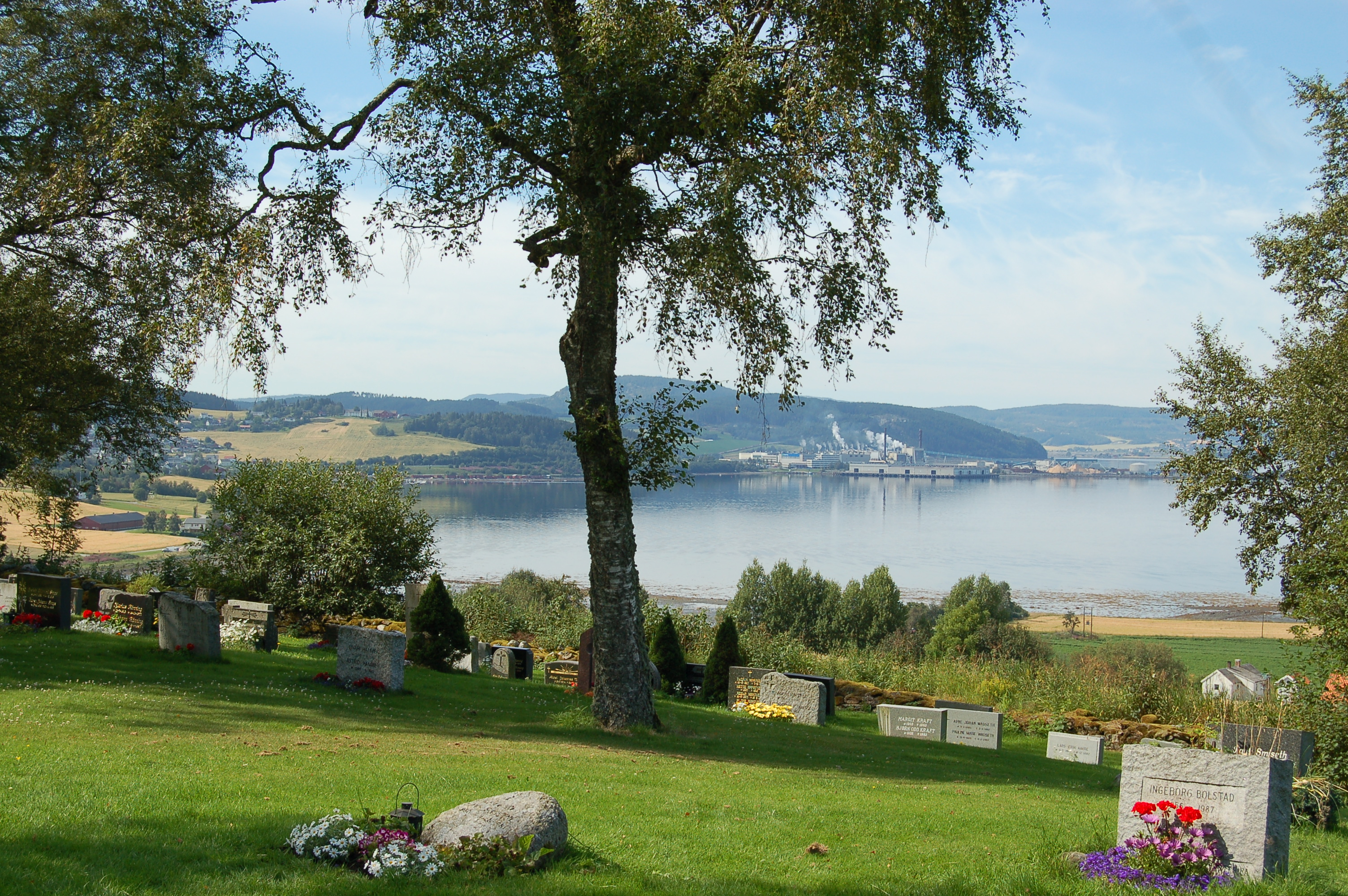
Vue de la forêt et du golfe de la Mer du Nord depuis le cimetière d'Alstadhaug.

- Herceg Novi (Monténégro) ;
- Kramfors (Suède) ;
- Rangárþing eystra (Islande) ;
- Salo (Finlande) ;
- Varde (Danemark).